# Розовское сельское поселение (Русско-Полянский район)
Розовское се́льское поселе́ние — муниципальное образование в Русско-Полянском районе Омской области Российской Федерации.
Административный центр — село Бологое.

## История
Статус и границы сельского поселения установлены Законом Омской области от 30 июля 2004 года № 548-ОЗ «О границах и статусе муниципальных образований Омской области».

## Население
| 2010  | 2011  | 2012  | 2013  | 2014  | 2015  | 2016  |
| ----- | ----- | ----- | ----- | ----- | ----- | ----- |
| 1667  | ↘1661 | ↘1649 | ↘1612 | ↗1617 | ↗1619 | ↗1708 |
| 2017  | 2018  | 2019  | 2020  | 2021  | 2023  |       |
| ↗1727 | ↘1716 | ↘1634 | ↘1579 | ↘1472 | ↘1433 |       |

## Состав сельского поселения
| № | Населённый пункт | Тип населённого пункта       | Население |
| - | ---------------- | ---------------------------- | --------- |
| 1 | Бологое          | село, административный центр | 823       |
| 2 | Волотовка        | деревня                      | 257       |
| 3 | Розовка          | деревня                      | 259       |
| 4 | Ротовка          | деревня                      | 328       |

### Упразднённые населённые пункты
Розовский разъезд — упразднённая в 2008 году деревня.